# Julija Mijuc
Julija Iwaniwna Mijuc (ukr. Юлія Іванівна Міюц, ros. Юлия Ивановна Миюц Julija Iwanowna Mijuc; ur. 17 czerwca 1998) – ukraińska zawodniczka taekwondo.
Treningi taekwondo rozpoczęła w wieku 6 lat w DIOSSz Majster-Sicz, gdzie trenował ją Ołeksandr Płecki.
W 2013 wywalczyła brąz mistrzostw Europy juniorów w wadze do 68 kg.
W 2014 została mistrzynią świata juniorów w kategorii do 68 kg. W tym samym roku zdobyła również brązowy medal igrzysk olimpijskich młodzieży w wadze pow. 63 kg. Była chorążym reprezentacji Ukrainy na tych igrzyskach.